# Veni Creator Spiritus
Veni Creator Spiritus (Duchu Tvůrce, přijď) je gregoriánský hymnus. Napsal ho patrně v devátém století teolog Rabanus Maurus. Je velmi znám a zpívá se při celé řadě liturgických příležitostí (např. při letnicích o nešporách a třetí hodince, při vstupu kardinálů do konkláve, biřmování, pomazání kněží, korunovaci atd.). Hymnus užívá také anglikánská církev a luteráni (Martin Luther podle něj napsal svůj chvalozpěv Komm, Heiliger Geist, Herre Gott). Byl také mnohokrát zhudebněn (např. Gustavem Mahlerem či Hectorem Berliozem) a patří k nejznámějším hymnům gregoriánského chorálu. Text je psaný v osmislabičných verších a vyjadřuje touhu církve po darech Ducha svatého a jeho pomoci; působivou básnickou formou se v něm tak odráží postoj katolické teologie k Duchu svatému. Hymnus je vždy spojen s částečnými odpustky, s plnomocnými, pokud je přednášen nebo zpíván veřejně o letnicích nebo v první den roku.
V Českobratrské církvi evangelické se zpívá Lutherova verze s českým textem Samuela Vernera (1897–1976) Ó Tvůrce, Duchu svatý, přijď v Evangelickém zpěvníku zařazená pod číslem 368.

## Text
| Latinský text | Český liturgický překlad |
| --- | --- |
| Veni, creátor Spíritus, mentes tuórum vísita, imple supérna grátia, quæ tu creásti péctora. Qui díceris Paráclitus, altíssimi donum Dei, fons vivus, ignis, cáritas, et spiritális únctio. Tu septifórmis múnere, dígitus patérnæ déxteræ, tu rite promíssum Patris, sermóne ditans gúttura. Accénde lumen sénsibus, infúnde amórem córdibus, infírma nostri córporis virtúte firmans pérpeti. Hostem repéllas lóngius pacémque dones prótinus; ductóre sic te prǽvio vitémus omne nóxium. Per Te sciámus da Patrem noscámus atque Fílium, teque utriúsque Spíritum credámus omni témpore. Deo Patri sit glória, et Fílio, qui a mórtuis surréxit, ac Paráclito, in sæculórum sǽcula. Amen. | Duchu Tvůrce, přijď, navštiv nás, přijď do srdce všech věrných svých a naplň je svou milostí, vždyť ty sám jsi nás utvořil. Ty se nazýváš Těšitel, Bůh nejvyšší nám tebe dal, tys pramen živý, lásky žár, pomazání jsi duchovní. Dárce darů jsi sedmera, prst pravice jsi Otcovy, ty jsi ten Otcem slíbený, správně dáváš nám promlouvat. V duši světlo nám rozžehni a do srdce nám lásku vlej a naše tělo ubohé stále silou svou posiluj. Nepřítele pryč odežeň a ve světě svůj nastol mír, nás cestou správnou vždycky veď, ať nás mine vše škodlivé. Boha Otce nás nauč znát, dej vyznávat nám Ježíše a tobě, Otci i Synu vírou se vždy víc otvírat. |